# Gaul Emil
Gaul Emil (Budapest, 1947. augusztus 15.–) építész, belsőépítész, a Design Center PR vezetője.
A Magyar Iparművészeti Főiskola bútortervező szak elvégzése után, az ELTE BTK Neveléstudományi Doktori Iskolában szerzett PhD fokozatot 2002-ben. 2006-ban DLA oklevelet kapott a Moholy-Nagy Művészeti Egyetemen. Több mint 300 kiállítás megszervezése kapcsolódik nevéhez, ő készítette a Sevilla-i Expo'92 Magyar Kulturális Kiállítás tervét. Közreműködött az ELTE BTK Neveléstudományi Doktori Programjának elindításában. A MOME és az ELTE doktori iskolájában témavezető 2005-től. Kutatásokat folytatott többek között az építészeti kultúra fejlesztésében és terjesztésében. Közéleti szereplő. 1976 - 1984 között a Magyar Képzőművészek és Iparművészek Szövetségében a Belsőépítész Szakosztály vezetőségi tagja volt.

## Kitüntetések
- 1973 - 1980. "Legszebb kiállítás" díj hét nemzetközi vásáron.
- 1976. Miniszteri dicséret (külkereskedelmi miniszter).
- 1998. Apáczai Csere János-díj (művelődési és közoktatási miniszter).
- 1999. Emlékérem művészetpedagógiai munkásságért (Magyar Rajztanárok Országos Egyesülete).

## Tv-műsorok
- Anyagok,  MTV, 1980 (szerk.: Kopper J. )
- Tervezzünk tárgyakat, MTV, 1986-1991
- Tárgyalás, MTV, 1994-1996.